# 평양강동고속도로
평양강동고속도로(平壤江東高速道路)는 평양직할시 대성구역 청암동과 평양직할시 강동군 강동읍을 잇는 고속도로로 왕복 4차선, 총 연장 33km의 고속도로이다.